# Poisonblack
Poizonblek (engl. Poisonblack) je hevi metal bend iz finskog grada Oulu, osnovan 2000. godine. Trenutni pevač benda je Ville Laihiala, bivši pevač grupe Sentenced. Ville je u bend došao 2004. godine i od tad snimio 3 studijska albuma za bend. Nakon velikog uspeha nakon objavljivanja albuma „Lust Stained Despair“ 2006. godine, bend je krenuo na turneju po evropi zajedno sa bendom Lacuna Coil. Takođe su nastupali i na mnogobrojnim koncertima u finskoj, kao i van nje. 2003. godine bili su predgrupa grupi Iron Maiden. 2008. godine izdali su album „A Dead Heavy Day“, nakon čijeg velikog uspeha su krenuli u evropsku turneju zajedno sa bendovima Dark Tranquillity i Fear My Thoughts. Poslednji album, „Of Rust And Bones“ objavljen je 2010. godine, a 2011. bend izdaje album „Drive“ (pod radnim nazivom „Lead & Roll Vol.5“).

## Članovi benda
- Ville Laihiala - Vokal (2004 - danas), Gitara (2000 - danas)
- Antti Remes - Bas gitara (2004 - danas)
- Marco Sneck - Klavijature (2000 - danas)
- Tarmo Kanerva - Bubnjevi (2000 - danas)

## Bivši članovi
- Juha-Pekka Leppäluoto - Vokal (2001-2003)
- Janne Dahlgren - Gitara (2000-2003)
- Janne Markus - Gitara (2004-2010)
- Janne Kukkonen - Bas gitara (2000-2004)

## Diskografija

### Albumi
- Escapexstacy (2003)
- Lust Stained Despair (2006)
- A Dead Heavy Day (2008)
- Of Rust and Bones (2010)
- Drive (2011)
- Lyijy (2013)

### Video albumi
- A Dead Heavy Day DVD (2008)

### Singlovi
- Love Infernal (2003)
- Rush (2006)
- Bear The Cross (2008)
- Mercury Falling (2011)
- Scars (2011)
- Home Is Where The Sty Is (2013)

### Kompilacije
- Classics (2009)